# Artur Sarkisow
Artur Siergiejewicz Sarkisow (orm. Արթուր Սարկիսով, ros. Артур Сергеевич Саркисов, ur. 19 stycznia 1987 w Groznym) – piłkarz ormiański grający na pozycji napastnika.  Od 2016 roku jest zawodnikiem klubu Mordowija Sarańsk. Posiada także obywatelstwo rosyjskie.

## Kariera klubowa
Sarkisow urodził się w Groznym w rodzinie pochodzenia ormiańskiego. Karierę piłkarską rozpoczął w klubie FK Rieutow. W 2006 roku awansował do kadry pierwszego zespołu i wtedy też zadebiutował w jego barwach w rozgrywkach wtoroj diwizion (poziom III. ligi). W zespole z Rieutowa grał przez 3 lata.
W 2009 roku Sarkisow przeszedł do Lokomotiwu Moskwa. Nie trafił jednak do pierwszej drużyny, ale przez 2 lata występował w rezerwach tego klubu we wtoroj diwizion. W tym okresie strzelił 31 goli.
W 2011 roku Sarkisow został wypożyczony do grającego w pierwyj diwizion, Szynnika Jarosław. Zadebiutował w nim 4 kwietnia 2011 w przegranym 0:2 wyjazdowym meczu z FK Chimki.
W sezonie 2012/2013 Sarkisow grał w Wołdze Niżny Nowogród, a latem 2013 został zawodnikiem Urału Jekaterynburg. W 2014 roku wrócił do Wołgi. W 2016 przeszedł do Mordowiji Sarańsk.
| Sezon   | Klub                 | Kraj  | Rozgrywki        | Mecze | Bramki |
| ------- | -------------------- | ----- | ---------------- | ----- | ------ |
| 2006    | FK Rieutow           | Rosja | Wtoroj diwizion  | 29    | 3      |
| 2007    | FK Rieutow           | Rosja | Wtoroj diwizion  | 25    | 9      |
| 2008    | FK Rieutow           | Rosja | Wtoroj diwizion  | 20    | 3      |
| 2009    | Lokomotiw-2 Moskwa   | Rosja | Wtoroj diwizion  | 17    | 10     |
| 2010    | Lokomotiw-2 Moskwa   | Rosja | Wtoroj diwizion  | 25    | 21     |
| 2011/12 | Szynnik Jarosław     | Rosja | Pierwyj diwizion | 41    | 8      |
| 2012/13 | Wołga Niżny Nowogród | Rosja | Priemjer-Liga    | 18    | 3      |
| 2013/14 | Urał Jekaterynburg   | Rosja | Priemjer-Liga    | 13    | 1      |
| 2013/14 | Wołga Niżny Nowogród | Rosja | Priemjer-Liga    | 9     | 3      |
| 2014/15 | Wołga Niżny Nowogród | Rosja | Pierwyj diwizion | 28    | 12     |
| 2015/16 | Wołga Niżny Nowogród | Rosja | Pierwyj diwizion | 25    | 4      |
| 2016/17 | Mordowija Sarańsk    | Rosja | Pierwyj diwizion |       |        |

## Kariera reprezentacyjna
W reprezentacji Armenii Sarkisow zadebiutował 10 sierpnia 2011 roku w przegranym 0:3 towarzyskim meczu z Litwą. 6 września 2011, w meczu eliminacji do Euro 2012 ze Słowacją (3:1) strzelił swojego pierwszego gola w kadrze narodowej.